# De Alpen
De Alpen is een straat in Amsterdam Nieuw-West.
De straat kreeg op 20 oktober 1993 haar naam, maar werd op 24 september 1997 definitief bepaald. Ze werd vernoemd naar de bergketen Alpen. Kijkend vanuit het centrum van Amsterdam begint De Alpen aan het Ecuplein met de Lirabrug (brug 1883) over een ringgracht. Vervolgens gaat ze één kilometer in een rechte lijn richting noordwesten naar de Ookmeerweg. Ze is de belangrijkste verkeersader in de wijk. In het verlengde ligt de Etnaweg. De Alpen ligt tussen twee afwateringstochten van de woonwijken ten noorden en ten zuiden van de weg; ze ligt daarbij qua weg iets hoger dan de straten in de woonwijken. Om die wijken in of uit te kunnen moeten verkeersdeelnemers in bijna alle gevallen een of meerdere bruggen over. De enige straat waarbij dat niet hoeft is de Noorderakerweg, maar die weg stamt dan ook uit de tijd dat Sloten hier nog de dienst uit maakte (voor 1921) toen hier alleen landerijen lagen. De Alpen snijdt de wijk Middelveldsche Akerpolder (naamgever van de Noorderakerweg) door midden.
Oorspronkelijk was er in de Akerpolder geen weg die oost-west liep. Ten westen van de Noorderakerweg bevond zich de Voorlingweg en het Voorlingplantsoen die toegang gaven tot sportpark Aristos en een woonwagenkamp die alle moesten wijken voor de nieuwbouwwijk. Ter ontsluiting van de eerste nieuwbouw in de Aker begin jaren negentig kwam er vanaf de Ookmeerweg een tijdelijke toegangsweg langs de Baldwinstraat en Akersingel waar bus 23 tot 1999 zijn standplaats had nabij de Geertruida van Lierstraat en Jacob Paffstraat. Daarna moest de weg plaats maken voor de aanleg van de trambaan en werd bus 23 verlegd naar De Alpen.   
Aan weerszijden van een middenberm bevinden zich één rijstrook, een fietspad en een voetpad. 
Aan de straat staat geen enkel gebouw, wel markeren twee in het oog springende hoogbouwflats het begin en eind: Zorro op het Ecuplein en de Heklaflat in het noordwesten. Er is geen kunst in de openbare ruimte te vinden.    
Nachtbus N83 rijdt in één richting (oostwaarts) door de straat. Er rijdt geen regulier openbaar vervoer meer door de straat. Van 1999-2001 reed bus 23 eveneens in één richting door de straat. Van december 2002 tot mei 2006 reed bus 68 in beide richtingen door de straat. De abri's zijn echter blijven staan en bij een stremming op tram 1 gebruikt voor vervangend busvervoer dat niet over de trambaan op de Akersingel kan rijden maar moet uitwijken naar de zuidelijker gelegen De Alpen.   

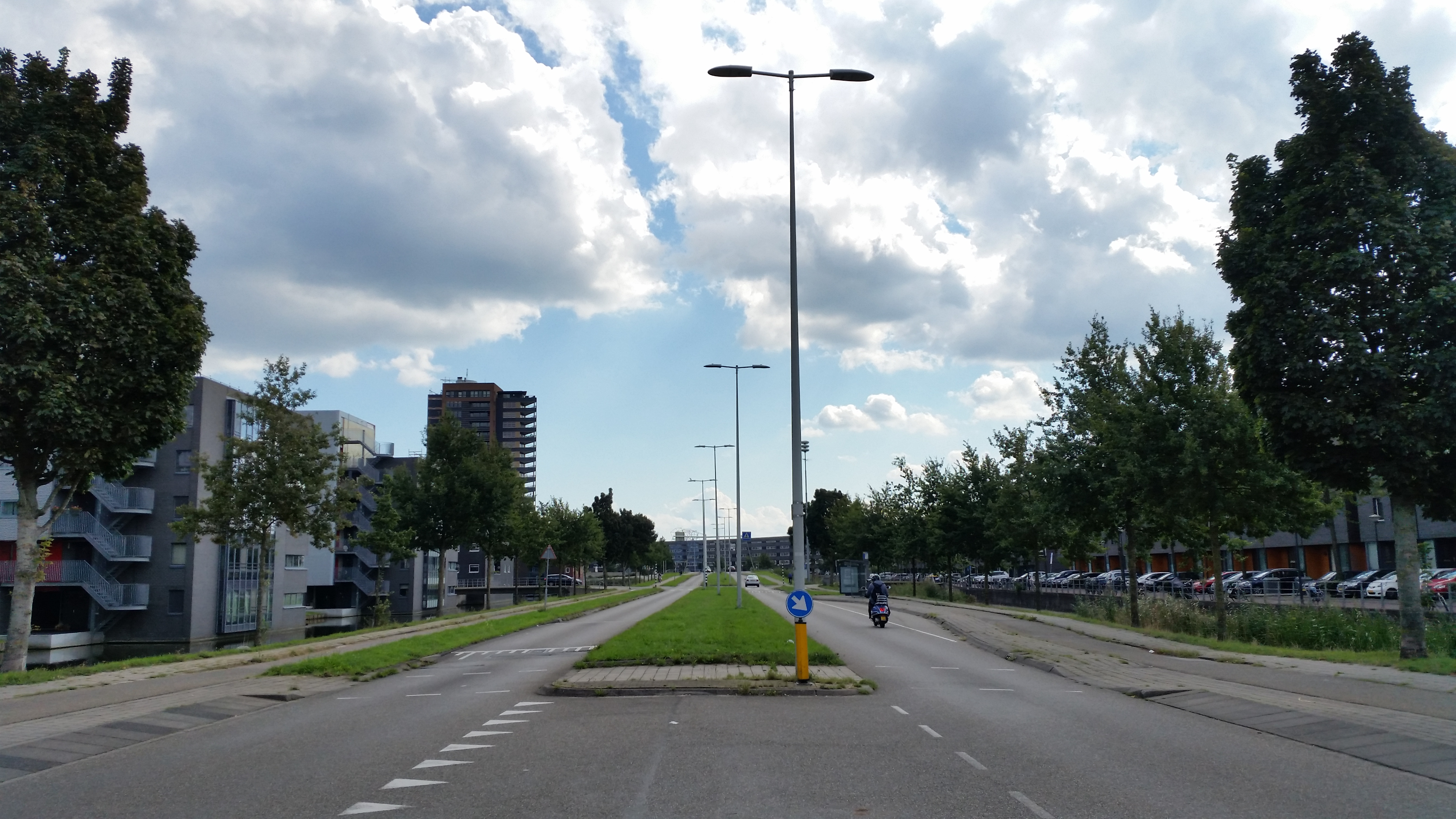
De Alpen naar het zuiden vanaf kruising Nisserstraat met op het eind flat Zorro (september 2020)

1. ↑  Falkplanplattegrond Amsterdam 40e druk 1980
2. ↑  Tot 19 juni 1974 was de naam "Rolleman", oud Nederlandse naam voor woonwagenbewoner en die werd op verzoek gewijzigd omdat men die naam denigrerend vond. De Naam van onze straat, J.A.Wiersma 1978